# Советский район (Ростовская область)
Сове́тский райо́н — административно-территориальная единица (район) и муниципальное образование (муниципальный район) в составе Ростовской области Российской Федерации.
Районный центр — станица Советская. Расстояние до Ростова-на-Дону — 380 км.

## История
Советский район образован из Чернышевского района Ростовской области.
Чернышевский район был образован в 1935 году в составе Северо-Донского округа Азово-Черноморского края.
С февраля 1937 года, в связи с упразднением Северо-Донского округа, Чернышевский район выведен из Азово-Черноморского края. После образования Ростовской области в сентябре 1937 года, Чернышевский район вошёл в её состав. С января 1954 года по ноябрь 1957 года Чернышевский район находился в составе Каменской области. В июле 1957 года район переименован в Советский. С упразднением Каменской области, с ноября 1957 года, Советский район находится в составе Ростовской области. В феврале 1963 года упразднён, территория была передана Обливскому району.
15 августа 1990 года было принято решение президиума облсовета об образовании Советского района. Решение было утверждено Указом Президиума Верховного Совета РСФСР 29 октября 1990 года.

## География
Советский район расположен в северо-восточной части Ростовской области. Граничит на востоке с Волгоградской областью. Площадь района — более 1,2 тыс. км².

## Население
| 2002  | 2009  | 2010  | 2011  | 2012  | 2013  | 2014  | 2015  | 2016  |
| ----- | ----- | ----- | ----- | ----- | ----- | ----- | ----- | ----- |
| 7449  | ↘6856 | ↘6692 | ↘6661 | ↘6623 | ↘6556 | ↘6492 | ↘6479 | ↘6432 |
| 2017  | 2018  | 2019  | 2020  | 2021  |       |       |       |       |
| ↘6343 | ↘6285 | ↘6201 | ↘6179 | ↘5974 |       |       |       |       |

Национальный состав
По итогам переписи населения 2020 года проживали следующие национальности (национальности менее 0,1 % и другое см. в сноске к строке «Другие»):
| Национальность | Численность, чел. | Доля     |
| -------------- | ----------------- | -------- |
| Русские        | 5432              | 91,66 %  |
| Чеченцы        | 112               | 1,89 %   |
| Даргинцы       | 110               | 1,86 %   |
| Казахи         | 68                | 1,15 %   |
| Армяне         | 59                | 1,00 %   |
| Украинцы       | 13                | 0,22 %   |
| Аварцы         | 7                 | 0,12 %   |
| Белорусы       | 6                 | 0,10 %   |
| Другие         | 119               | 2,00 %   |
| Итого          | 5926              | 100,00 % |

## Административное деление
В состав Советского района входят 3 сельских поселения:
1. Калач-Куртлакское сельское поселение (слобода Калач-Куртлак; хутор Наумов; хутор Новорябухин; слобода Петрово; слобода Русская; хутор Средняя Гусынка)
2. Советское сельское поселение (станица Советская; хутор Демин; хутор Новомосковка; хутор Парамонов; хутор Пичугин; хутор Русаков; хутор Ставиднянский; село Чистяково)
3. Чирское сельское поселение (посёлок Чирский; хутор Аржановский; хутор Варламов; посёлок Исток; посёлок Красная Дубрава; посёлок Малые Озера; посёлок Низовой; хутор Осиновский; хутор Рябухин; хутор Усть-Грязновский)

## Экономика
Советский район специализируется на выращивании растениеводческой продукции, производстве мяса и молока.
Грузовые и пассажирские перевозки осуществляются автомобильным транспортом.

## Достопримечательности
На района в настоящее время насчитывается 23 памятника и братских могил воинам-освободителям:
- «Вечная память героям» в станице Советская (пер. М. Горького, 1а).
- Мемориал Великой Отечественной войны на хуторе Новорябухин.
- Мемориал и братская могила в селе Чирском[19]. На мемориале установлена плита с именами погибших земляков.
- Памятник воинам 33-й гвардейской стрелковой дивизии в райцентре. Памятник представляет собой прямоугольную стелу, на каждой стороне которой сверху и снизу закреплены лица воинов (сверху) и воины в группе (снизу). Внизу памятника установлен аплита с надписью: «Воинам 33-й гвардейской стрелковой дивизии. 1942 год». С четырёх сторон от памятника установлены бетонные пирамиды со красными звездами.
- Бюст В. И. Ленина в Петрово.
- Памятники В. И. Ленину в Чистяково и Советской. Здесь скульптуры вождю установлены на разной высоты постаментах. На обоих памятника Ленин изображен в полный рост в пиджаке с поднятой правой рукой и согнутой левой. Скульптуры окрашены серебряной краской.
- Церковь Николая Чудотворца в станице Советская.
- Церковь Покрова Пресвятой Богородицы в станице Советская.

Памятники природы:
- Чернышевские пески являются зелёным оазисом в степи. Здесь производились посадки сосен обыкновенной и крымской в 1906—1939 годах. Имеет противоэрозионное и почвозащитное значение.